# Jacques Vial (homme politique)
Pour les articles homonymes, voir Jacques Vial et Vial.
Jacques Vial, né le 15 juin 1913 à Paris (Seine) et mort le 15 juin 1996 à Lille (Nord), est un homme politique français.

## Biographie
On sait assez peu de choses sur Jacques Vial, si ce n'est son état civil.